# Christiane Krause
Christiane Krause (Berlim, 14 de dezembro de 1950) é uma ex-atleta campeã olímpica alemã.
Conquistou a medalha de ouro no revezamento 4X100 m rasos nos Jogos Olímpicos de Munique, em 1972, na equipe formada por ela, Ingrid Becker, Annegret Richter e Heidemarie Rosendahl.